# Fuentenava de Jábaga
Fuentenava de Jábaga är en kommun i Spanien.   Den ligger i provinsen Provincia de Cuenca och regionen Kastilien-La Mancha, i den centrala delen av landet, 120 km öster om huvudstaden Madrid. Antalet invånare är 581. Arean är 133 kvadratkilometer.
Terrängen i Fuentenava de Jábaga är kuperad norrut, men söderut är den platt.